# Jonathan Hales
Jonathan Hales (født 10. maj, 1937) er en britisk dramatiker og manuskriptforfatter. Han er kendt for sit arbejde for Lucasfilm, inklusive The Young Indiana Jones Chronicles- tv-serien og Star Wars Episode II: Klonernes angreb.

## Karriere
Hales har arbejdet intenst i film og tv. Han begyndte sin manuskriptkarriere i 1970, med den britiske serie Manhunt.
Hales har også skrevet episoder til den amerikanske tv serie Dallas'